# Ostrovecký mlýn
Ostrovecký mlýn (Zimův) v Ostrovci v okrese Rokycany je vodní mlýn, který stojí asi 600 metrů východně od centra obce na Zbirožském potoce. Je chráněn jako nemovitá kulturní památka České republiky.

## Historie
Mlýn je uváděn roku 1366, kdy Michal ze Sedlce koupil poplužní dvůr a poddanské dvory v Ostrově a mlýn pod Ostrovem od Buška z Rosejovic, který tento majetek měl od Karla IV.
V roce 1605 hejtman křivoklátského panství pronajal mlýn pod Ostrovcem Matoušovi Uhrovi na „období od svatého Havla 1605 do svatého Havla 1606“ za roční nájem 54 strychů žita, rozřezání dvou kop klád z císařských lesů (z každé klády 7 prken) a vykrmení dvou vepřů na sádlo. V roce 1610 byly Hořejší i Dolejší mlýn pod Ostrovcem pronajaty Jakubovi Slapničkovi ze vsi Hradiště; z Hořejšího mlýna byl nájem 30 strychů žita a vykrmení jednoho vepře.
K roku 1652 jsou v urbáři uváděna „2 moučná kola, 1 ječná stoupa, nájem 30 strychů žita, 4 kopy míšeňské z vykrmení vepře“; při mlýně pracovala jedna pila, která však byla po mnoho let zpustlá. Ke mlýnu byli v tom roce povinni poddaní z některých okolních vesnic. V roce 1669 žádal mlynář Adam Slavík o úlevu skrz sucho, protože nemohl mlít 9 týdnů. V roce 1691 postihla Ostrovec a okolní vsi průtrž mračen, voda sebrala vodní kolo a 2 paleční kola, podemlela stěnu mlýna a zanesla náhon.
V roce 1729 Česká komora nařídila emfyteutický prodej všech dosud neprodaných mlýnů na panství, O rok později mlýn koupil Jakub Desort za 130 zlatých a splácel jej pět let. Při převodu na syna v roce 1767 měl mlýn 2 složení a ocenění na 260 zlatých, platilo se z něj 4 zl. 40 kr. za vepře a 34 strychů žita.
V roce 1833 se do mlýna přiženil Jan Zima. Brzy zemřel a nedlouho poté se stala tragická nehoda stárkovi. Během 1. světové války mlýn ukončil mletí. Ve 2. polovině 20. století prodala Zimová stodolu a zahradu k výstavbě chat.

## Popis
Patrový roubený mlýn stojí na obdélném půdoryse; obytný prostor má v levé části. Nad vchodem do domu v bočním průčelí je v patře krátká krytá pavlač s kuželkovým zábradlím, kterou nesou dva sloupky. Za síní v pravé polovině domu se nachází patrová mlýnice na vysoké kamenné podezdívce a se zděným přístavkem pro vodní kolo krytým pultovou stříškou. Mlýn má mansardovou valbovou střechou se šindelovou krytinou.
Voda na vodní kolo vedla náhonem. V roce 1772 měl mlýn 9 sáhů dlouhé vantroky s lednicí. K roku 1877 byl nad mlýnem 17,8 metru dlouhý a 5,34 m široký jez, k mlýnu vedl 4,5 metru dlouhý, metr široký a 0,8 metru hluboký splav, který byl opatřen 1,75 metru vysokým a 1,5 metru širokým stavítkem, mlýnská strouha byla 500 metrů dlouhá, 2 metry široká a 2 metry hluboká se třemi stavítky (jedno pro jalovou vodu), 3,8 metru vysokými a 0,8 metru širokými. Vantroky vedoucí ke kolům byly 5 metrů dlouhé, 1,75 metru široké a metr hluboké.
V roce 1652 jsou zaznamenána 2 kola moučná, pila uváděná již jako zpustošená (zanikla) a 1 stoupa ječná (dochovaná).
V roce 1772 měl mlýn 2 kola na vrchní vodu; k roku 1930 je uváděno 1 kolo na svrchní vodu (hltnost 0,14 m/s, spád 4,41 m, výkon 5,3 HP).